# ريزدنت إيفل (سلسلة ألعاب)
ريزدنت إيفل وتعني الشر المقيم، هي سلسلة من ألعاب الفيديو تم تطويرها ونشرها بواسطة شركة كابكوم اليابانية. اللعبة من نمط رعب البقاء. حققت السلسلة مبيعات جيدة وقدرت عدد المبيعات 30 مليون نسخة حتى شهر فبراير 2006. ونظرا لاشتهار السلسلة وانتشارها تم عمل سبعة أفلام سينمائيه عن السلسلة بالسينما الأمريكية وتم إنتاج الأفلام لصالحة شركة مستقلة غير شركة كابكوم أما الفلم الذي تم عن طريق شركة كابكوم هو الفلم ذو ثلاثية الابعاد الحديثة واسمه ريزدنت إيفل: ديجينرتون بالإنجليزية ريزدنت إيفل: الانحطاط حيث تم انتجاحه عام 2008 والفلم من بطولة بطلي الجزء الثاني ليون.اس.كيندي وكلير.ريد.فيلد وتم إنتاج الفيلم على آقراص الديفيدي والبلوراي وقد تم آعتماد نظام الـ HD في إخراج هذا الفيلم، وبالإضافة العديد من الروايات والقصص المصورة الخاصة بهذا السلسلة. ظهر من اللعبة حتى الآن 26 جزء.

## تاريخ التطوير
| السلسلة الرئيسية باللون الازرق الغامق الاجزاء الفرعية باللون الازرق الفاتح |                                    |
| 1996                                                                       | ريزدنت إيفل (لعبة فيديو)           |
| 1997                                                                       |                                    |
| 1998                                                                       | ريزدنت إيفل 2                      |
| 1999                                                                       | ريزدنت إيفل 3: نمسيس               |
| 2000                                                                       | ريزدنت إيفل سرفايفر                |
| 2000                                                                       | ريزدنت إيفل كود: فيرونكا           |
| 2001                                                                       | ريزدنت إيفل سرفايفر 2              |
| 2001                                                                       | ريزدنت إيفل غايدن                  |
| 2002                                                                       | ريزدنت إيفل (لعبة فيديو 2002)      |
| 2002                                                                       | ريزدنت إيفل زيرو                   |
| 2003                                                                       | ريزدنت إيفل: ديد آيم               |
| 2003                                                                       | رزدنت إيفل أوت بريك                |
| 2004                                                                       | ريزدنت إيفل أوت بريك فايل 2        |
| 2005                                                                       | ريزدنت إيفل 4                      |
| 2006                                                                       | ريزدنت إيفل (لعبة فيديو)           |
| 2007                                                                       | ريزدنت إيفل: ذا أمبريلا كرونيكلز   |
| 2008                                                                       |                                    |
| 2009                                                                       | ريزدنت إيفل 5                      |
| 2009                                                                       | ريزدنت إيفل: ذا دارك سايد كرونيكلز |
| 2010                                                                       |                                    |
| 2011                                                                       | ريزدنت إيفل: ذا مرسناريز 3دي       |
| 2012                                                                       | ريزدنت إيفل: ريفليشنز              |
| 2012                                                                       | ريزدنت إيفل: أوبريشن راكون سيتي    |
| 2012                                                                       | ريزدنت إيفل 6                      |
| 2013                                                                       |                                    |
| 2014                                                                       |                                    |
| 2015                                                                       | ريزدنت إيفل: ريفلوشنز 2            |
| 2016                                                                       | أمبريلا كوربس                      |
| 2017                                                                       | ريزدنت إيفل 7: بايوهازرد           |
| 2018                                                                       |                                    |
| 2019                                                                       | ريزدنت إيفل 2 (2019)               |
| 2020                                                                       | ريزدنت إيفل 3 (لعبة فيديو 2020)    |
| 2020                                                                       | ريزدنت إيفل:رزستنس                 |
| 2021                                                                       | ريزدنت إيفل فيلدج                  |
| 2021                                                                       | ريزدنت إيفل 4 في آر                |
| 2022                                                                       |                                    |
| 2023                                                                       | ريزدنت إيفل 4 (لعبة فيديو 2023)    |
| 2024                                                                       |                                    |
| 2025                                                                       |                                    |
| 2026                                                                       | ريزدنت إيفل ريكويام                |

بدء تطوير أول لعبة من السلسلة في عام 1993 حيث أخبر توكورو فوجيوارا التابع لكابكوم شينجي ميكامي وغيره من الشركاء في العمل بإنشاء لعبة باستخدام عناصر من لعبة سويت هوم (لعبة فيديو) لعام 1989. عندما كان المديرون التنفيذيون للتسويق في أواخر عام 1994 يستعدون لإطلاق سراح بيوهازارد في الولايات المتحدة، أشير إلى أن تأمين حقوق الحصول على اسم بيوهازارد سيكون صعبا جدا حيث أن هناك لعبة قد سجلت تحت هذا الاسم، فضلا عن فرقة في نيويورك تسمى بيوهازارد. وأقيمت مسابقة بين موظفي الشركة لاختيار اسم جديد في الغرب حيث استقر الأمر لتسمية ريزدنت إيفل التي صدرت لأول مرة على البلاي ستيشن في 1996، ثم صدرت على سيغا ساترن. 

كان نوع الجزء الأول من السلسلة يطلق عليه اسم لعبة رعب البقاء، وهو مصطلح صاغ للنوع الجديد الذي بدأته السلسلة. وبسبب نجاح الجزء الاول الذي أدى إلى إنتاج لعبتين هما ريزدنت إيفل 2 في عام 1998 وريزدنت إيفل 3 في عام 1999، اللعبة الرابعة في السلسلة، ريزدنت إيفل كود: فيرونكا، تم تطويرها من أجل دريم كاست وصدرت في عام 2000، وأعيد إصدار نسخة محدثة لجزء فيرونيكا لجهاز دريم كاست في اليابان تحت مسمى «مدونة فيرونيكا الكاملة»، والتي تضمنت تغييرات طفيفة حول القصة. في وقت لاحق تم إصدار هذه النسخة المحدثة إلى بلاي ستيشن 2 ونينتندو غيم كيوب تحت عنوان كود: فيرونيكا أكس. في 2005 تم إصدار ريزدنت إيفل 4 على اجهزة ويندوز، بلاي ستيشن 2 ووي ويعتبر الجزء الرابع الأنجح والأفضل في مسار السلسلة من حيث رأي النقاد
 في عام 2009 تم إصدار ريزدنت إيفل 5 على اجهزة بلاي ستيشن 3، ويندوز وإكس بوكس 360، لتصبح بذلك أفضل لعبة مبيعا من السلسلة على الرغم من الاستقبال المختلط للمعجبين
وفي 2012 صدرت لعبة ريزدنت إيفل 6 حيث تم تغير أسلوب القصة لأول مرة بتاريخ السلسلة وجعلها متعددة الأبطال الذين يبحثون عن فايروس السي (C-virus). ريزدنت إيفل 7: بايوهازرد صدرت لWindows و PlayStation 4 و Xbox One في يناير 2017. وتدور القصة حول عائلة بيكر الساكنة في قصر متهالك في لويزيانا، تستخدم اللعبة منظور الشخص الأول وتعود إلى جذور رعب البقاء على قيد الحياة في السلسلة.في 11 يونيو 2020، تم الإعلان رسميا عن ريزدنت إيفل فيلدج خلال عرض مستقبل الألعاب. اللعبة صدرت في 7 مايو 2021، هي تتمة مباشرة لريزدنت إيفل 7، وتدور قصتها في قرية أوروبية غامضة.
تميزت السلسلة من وقت لاخر في تطوير ألعاب فرعية حيث بلغ عددها أكثر من 14 جزء فرعي أشهر تلك الاجزاء هي بندقية الناجي (Gun Survivor) والتفشي(Outbreak) وسجلات (Chronicles) والوحي (Revelations).

## القصة

شعار أمبريلا، فصيل عدائي بارز في بالسلسلة.

تتعلق جميع أجزاء السلسلة بشكل أساسي على مجموعة من الأشخاص الذين يقاتلون ضد شركة أمبريلا، وهي شركة أدوية تقوم بتطوير تي-فايروس وبعض الفيروسات الأخرى لأبحاثهم السرية حول «الأسلحة العضوية الحيوية». يمكن للفيروسات المصنعه تحويل البشر إلى زومبي وكذلك تحول الحيوانات والنباتات الأخرى إلى وحوش مرعبة. تم وضع اللعبة الأصلية حول مدينة الراكون، وهي مدينة خيالية في الغرب الأوسط الأمريكي. تضم المدينة والمناطق المحيطة بها العديد من مختبرات الهندسة الحيوية التابعة لشركة أمبريلا التي تطور فيروسات مخصصة للاستخدام في الحرب البيولوجية.
ومع نمو إختبارات المطفرات الخاصة بأمبريلا يتسرب الفيروس إلى مدينة راكون، يتحارب ضباط «ستارز» وشخصيات أخرى الوحوش التي تجتاح المدينة للتحقيق في تورط أمبريلا في الكارثة. وقد تعرضت مدينة راكون لضربة صاروخية نووية من حكومة الولايات المتحدة لاحتواء تفشي الفيروس ولكن قام أعضاء من أمبريلا بنشر الأسلحة البيولوجية والفيروسات التابعة لشركة أمبريلا بمناطق أخرى من العالم التي تنتج أنواعا جديدة من المخلوقات.

العديد من الشخصيات الرئيسية هي أعضاء في وحدة التكتيكية لشرطة مدينة راكون (فرقة النجوم)، هم كريس ريدفيلد، جيل فالنتاين، وريبيكا شامبرز. ورئيس قسم النجوم هو ألبرت ويسكر الذي يعمل أيضا بشكل سري في أمبريلا، وهو أحد المتنافسين الأساسيين في القصة. ومن بين الشخصيات البارزة الأخرى ليون إس كينيدي، وشقيقة كريس كلير ريدفيلد، وجاسوسة الشركات آدا وونغ، ومهندس النظم إيثان وينتر.

## وسائل الإعلام الأخرى

### أفلام

#### أفلام حركة
- ريزدنت إيفل (فيلم)
- ريزدنت إيفل: نهاية العالم
- ريزدنت إيفل: الانقراض
- ريزدنت إيفل: الآخرة
- ريزدنت إيفل: الجزاء
- ريزدنت إيفل: الفصل الاخير

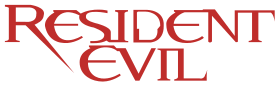
شعار سلسلة الأفلام السينمائية

- ريزدنت إيفل: مرحبا بكم في مدينة الراكون

#### أفلام الرسوم المتحركة
- ريزدنت إيفل: الانحطاط
- ريزدنت إيفل: دامنيشن
- ريزدنت إيفل: الثأر

### تلفزيون
- الشر المقيم: الظلام اللانهائي